# La abadesa de Castro
La abadesa de Castro es la primera de las Crónicas italianas de Stendhal. Escrita en 1839, esta novella narra la historia de los amores imprudentes entre el bandido Julio Branciforte y la joven noble Elena Campireali. 
El autor utiliza el recurso literario del "manuscrito encontrado", afirmando que la historia está extraída de unos legajos hallados en un viejo archivo mientras ejercía como vicecónsul de Francia en la ciudad italiana de Civitavecchia, cargo que ocupó entre 1832 y 1836. 
Entre los escritores románticos era habitual la afición por la lectura de volúmenes de procesos judiciales antiguos que luego podrían servirles de inspiración para sus nuevas obras. Les interesaban sobre todo los crímenes pasionales, que fueron recopilados en antologías por varios autores que los dotaron de un aura de nobleza y heroísmo.  
La idea romántica de que el amor justifica todas las acciones, por erróneas o crueles que sean, está presente en esta obra de principio a fin, mientras la acción se va desarrollando y pasando de lo pintoresco a lo dramático. 
La abadesa de Castro fue llevada al cine en 1974 por Armando Crispino con el nombre de La badessa di Castro, interpretada por Barbara Bouchet.